# Чэнь Няньцинь
Чэнь Няньци́нь (кит. трад. 陳念琴, пиньинь Chén Niànqín; род. 10 мая 1997, уезд Хуалянь) — тайваньский боксёр, по национальности относится к аборигенам острова Тайвань (имеет смешанное происхождение — от народов ами и бунун). Член сборной Китайского Тайбэя по боксу. Бронзовый призёр Олимпийских игр 2024 года, чемпионка мира (2018), призёр Азиатских игр (2022), призёр чемпионатов Азии (2017, 2019), призёр юношеских Олимпийских игр (2014) в любителях.

## Карьера
Она начала свою карьеру спортсмена в боксе в 2010 году.
В 2014 году на юношеской Олимпиаде в Нанкине завоевала серебряную медаль в категории до 75 кг. Спустя два года на чемпионате мира в Астане она завоевала бронзовую медаль. В полуфинале проиграла американке Кларессе Шилдс.
На Олимпиаде в Рио-де-Жанейро выбыла в первом туре, уступив россиянке Ярославе Якушиной. На чемпионате Азии в 2017 году в Хошимине она потерпела поражение в полуфинале от корейской боксёрши.
На 10-м чемпионате мира по боксу среди женщин в Индии, в финале, 24 ноября 2018 года, тайваньская спортсменка встретилась с атлеткой из Китая Гу Хун, победила её 3:2 и завершила выступление на чемпионате, став лучшей в мире в категории до 69 кг.
Год спустя она выиграла серебряную медаль чемпионата Азии в Бангкоке после поражения в финале от Гу Хун.
В 2023 году на Азиатских играх в Китае завоевала бронзовую медаль.